# Kaspar Anton von Mastiaux
Kaspar Anton von Mastiaux (* 1766 in Bonn; † 28. Dezember 1828 in München) war Domherr und königlich-bayerischer Geheimer Rat.

## Leben
Kaspar Anton war der zweite Sohn des Hofkammerrates Johannes Godefridus von Mastiaux (1726–1790) und dessen Ehefrau Maria Anna Bernardina von Pelzer (1739–1773), Tochter des Hofkammerrates Franciscus Matthias von Pelzer und der Anna Maria Gudula von Halberg. Einer seiner Taufpaten war der Minister Caspar Anton von Belderbusch.
Mastiaux begann seine Studien an der Bonner „Maxischen Akademie“ und erwarb im Alter von 18 Jahren an der Universität zu Köln den Magistergrad der Philosophie. Er wandte sich dann den Rechtswissenschaften zu, ging an die Universität Göttingen und wurde 1786 in Heidelberg zum Doktor der Rechte promoviert.
Mastiaux begeisterte sich für die Ideen der Aufklärung, war 1787 das jüngste der 13 Gründungsmitglieder der Bonner Lesegesellschaft und wurde im Sommer 1789 deren Sekretär. Im April 1790 wurde Mastiaux Direktor der Lesegesellschaft.
Von seinen Eltern war Kaspar Anton für den geistlichen Stand vorgesehen. Seine Priesterweihe erhielt er im März 1789 in Köln. Als Verfasser einer anonymen Flugschrift gegen das Kölner Domkapitel zur Verteidigung des Bonner Universitätskurators von Spiegel und dreier Professoren musste Mastiaux Bonn verlassen und ging nach Dillingen im Bistum Augsburg. Nachdem er sich deutlich von der Aufklärungsbewegung distanziert hatte, trat er 1798 die Dompredigerstelle in Augsburg an. Er engagierte sich nun in der Bewegung der katholischen Erneuerung Bayerns. 1803 wurde er Landesdirektionsrat in der Baierischen Provinz Schwaben und drei Jahre später wurde er zum Wirklichen Geheimen Rat des bayerischen Königs in München befördert. Nach dem Tod von Franz Karl Felder war er bis 1825 auch Chefredakteur der „Litteraturzeitung für katholische Religionslehrer“ und setzte sich hier für eine strengere Orthodoxie im Katholizismus ein.